# Броненосці типу «Дефенс»
Броненосці типу «Дефенс» — батарейні броненосці ВМС Великої Британії 1860-х років.

## Конструкція
Перші два британські броненосці типу «Воріор» видались Адміралтейську занадто дорогими, тому наступні броненосці типу «Дефенс» мали на третину меншу водотоннажність - 6 700 т, та були на 39 м коротшими.
Силова установка складалась з 4 котлів та однієї парової машини потужністю 2 540 к.с. та вітрила за схемою барка. При русі під вітрилами для зменшення опору димова труба частково опускалась, а гвинт піднімався вгору на корму корабля.
Озброєння мало складатись з 18 68-фнтових дульнозарядних гармат (по вісім з кожного боку, і по одній в носовій та кормовій частині) та 4 40-фунтових гармат. Проте під час будівництва вони були замінені на 6 («Дефенс») та 8 («Резистанс») 178-мм казеннозарядних нарізних гармат, 10 68-фунтових гладкоствольних гармат.
Наприкінці 1860-х років обидва кораблі були переозброєні 14 178-мм та двома 203-мм нарізними дульнозарядними гарматами.
Нові гармати були важчими, тому їх можна було розмістити менше. На обох кораблях 203-мм гармати були встановлені посередині на головній палубі на борту, а пара 178-мм гармат була встановлена на верхній палубі як носові та кормові переслідувальні гармати. Решта 178-мм гармат також були розміщені на головній палубі з борту, де вони були захищені корабельною бронею, але одна пара була на головній палубі далі на кормі, де вони не були захищені бронею.
Кораблі мали броньовий пояс із кованого заліза товщиною 114 мм, який прикривав 42,7 м у міделі. Броня простягалася від рівня верхньої палуби до 1,8 м нижче ватерлінії. Поперечні перегородки товщиною 114 мм захищали гармати на головній палубі від ворожого вогню. Під бронею була підкладка з тисових брусів загальною товщиною 457 мм. Кінці корабля залишилися повністю незахищеними, що означало, що рульовий механізм був дуже вразливим. Однак вони були поділені на багато водонепроникних відсіків, щоб звести до мінімуму будь-яке затоплення.
Загалом внаслідок зменшення розмірів кораблів вони вийшли гіршими від броненосців типу «Воріор» за всіма параметрами, окрім маневреності.

## Представники
| Корабель                   | Будівник                                       | Закладений          | Спущений на воду    | Вступив у стрій    | Доля корабля               |
| -------------------------- | ---------------------------------------------- | ------------------- | ------------------- | ------------------ | -------------------------- |
| «Дефенс» HMS Defence       | Palmers Shipbuilding and Iron Company, Джарроу | 14 грудня 1859 року | 21 квітня 1861 року | 4 грудня 1861 року | Зданий на злам у 1935 році |
| «Резистанс» HMS Resistance | Westwood, Baillie, Лондон                      | 21 грудня 1859 року | 11 квітня 1861 року | 2 липня 1862 року  | Зданий на злам у 1898 році |